# Dipartimento di Barh Sara
Il dipartimento di Barh Sara è un dipartimento del Ciad facente parte della provincia di Mandoul. Il capoluogo è Moïssala.

## Comuni
Il dipartimento comprende i seguenti comuni:
- Béboro
- Békourou
- Bouna
- Dembo
- Moïssala